# Papua Nuova Guinea ai Giochi della XXV Olimpiade
La Papua Nuova Guinea partecipò ai Giochi della XXV Olimpiade, svoltisi a Barcellona, Spagna, dal 25 luglio al 9 agosto 1992, con una delegazione di 13 atleti impegnati in quattro discipline.